# Liste der Pluraliatantum
Diese Liste der Pluraliatantum ist eine Zusammenstellung von in der deutschen Sprache gebräuchlichen Pluraletantums. Von einigen dieser Pluralwörtern gibt es zwar eine Singularform, sie werden aber nur fachsprachlich verwendet wie das Elter als Einzahl von die Eltern. Andere Wörter sind nur in einer bestimmten Bedeutung auf den Plural beschränkt wie die Pocken (eine Infektionskrankheit). Bei Pluralwörtern kann kein eigenes grammatisches Genus festgestellt werden. Das Gegenwort zu Pluraletantum ist Singularetantum (Einzahlwort).

## Allgemeine Pluraliatantum meist deutscher Herkunft
Personen:
- Amouren (Liebschaften, auch als Personen)
- Eltern (auch in Zusammensetzung: Großeltern, Stammeltern); nur fachsprachlich: das Elter
- Gebrüder („alle Brüder“, oder „Söhne der Familie“)
- Geschwister (auch in Zusammensetzung: Halb-, Stiefgeschwister), ein unechtes Pluraletantum, weil es die Einzahl das Geschwister gibt (selten)
- Leute (auch in Zusammensetzung: Fachleute, Kaufleute, Landsleute; im Singular gegendert: -mann, -frau)
- Versammelte

Sächliches:
- Aktiva (Finanzwirtschaft)
- Allüren (Benehmen)
- Arbeitspapiere (Dokumente im Arbeitsrecht)
- Aufbauten (bei einem Schiff)
- Diäten (Abgeordnetenentschädigungen)
- Drums (Schlagzeug)
- Effekten (Wertpapiere)
- Elbkähne (übergroße Schuhe, scherzh.)
- Ferien (Urlaub)
- Faxen (Unfug)
- Gezeiten (Tiden)
- Kosten (Ausgaben)
- Ländereien (Landbesitz)
- Masern (Infektionskrankheit)
- Memoiren (Erinnerungen)
- Miese (Schulden)
- Packeln (Fußballschuhe)
- Piepen (Geld)
- Prügel (Körperstrafe)
- Ränke (Intrige)
- Spesen (Verpflegungsmehraufwand)
- Unkosten (Auslagen)
- Wirren (Ereignisse)

## Beispiele für Pluraliatantum bei Speisen
- Bambes (vogtländische Kartoffelpuffer)
- -kartoffeln: Stampfkartoffeln, Quetschkartoffeln, Rösterdäpfel
- Kutteln
- Mixed Pickles
- Pommes
- Teigwaren bilden regelmäßig Pluraliatantum: Dalken, Fettuccine, Makkaroni, Schlutzkrapfen, Spätzle

## Beispiele für Pluraliatantum zur Bezeichnung von Zeitabschnitten
- Zeitläufte
- Entlehnungen aus dem römischen Kalendersystem oder römische Feste: Iden, Kalenden, Nonen, Saturnalien, Terminalien
- Ferien, auch in Zusammensetzungen: Sommerferien, Werksferien usw.
- -jahre: Entwicklungsjahre, Herrenjahre
- Jahrmillionen
- -stunden: Geschäftsstunden
- -wochen: Flitterwochen
- -tage: Hundstage

## Beispiele für regelmäßige Lehnwortbildungen aus dem Lateinischen
Das Lateinische benutzt Formen im Neutrum Plural zur Bezeichnung einer Gesamtheit. Daraus leiten sich zahlreiche Begriffe ab, die im Deutschen Pluraliatantum sind, oft vom Neutrum Plural substantivierter Adjektive (-a). Besonders häufig ist die Wiedergabe der lateinischen Adjektiveendungen -alis (> -alia, -alien), -(a)bilis (> -(a)bilia, -(a)bilien).
- Alkoholika
- Aktiva
- Dissidien (Streitpunkte)
- Diversa (‚Vermischtes‘)
- Ferien, auch in Zusammensetzungen: Sommerferien, Werksferien usw.
- Funeralien (‚Trauerfeierlichkeiten‘)
- Imponderabilien
- Intrusiva (‚Intrusivgestein‘)
- Kameralien (‚Staatswissenschaft, Staats- und Volkswirtschaftslehre‘)
- Kombustibilien (‚Brennstoffe‘)
- Konsumptibilien (‚Verbrauchswaren‘)
- Kopialien (‚Kopiergebühren‘)
- Laudes (liturgisches Morgenlob)
- Minuzien (‚Kleinigkeiten‘)
- Miscellanea, Miszellaneen, Miszellen (‚kleine Aufsätze verschiedenen Inhalts, besonders in wissenschaftlichen Zeitschriften‘)
- Musikalien
- Naturalien
- Passiva
- Pastoralien (‚Pfarramtsangelegenheiten‘)
- Posteriora
- Thermen (in der Bedeutung als römische Badeanstalt)
- Trivia
- Varia
- Vegetabilien (‚pflanzliche Nahrungsmittel‘)

## Beispiele für weitere entlehnte Pluraliatantum
- Alimente (Unterhaltszahlungen)
- Amouren (‚Liebschaften‘)
- Bramburi (österreichisch scherzhaft)
- Chaps
- Cornflakes (die Singularform Cornflake ist aus praktischen Gründen selten; vgl. Haferflocken)[4]
- Daten
- Diäten (‚Tagesgelder‘)
- Dramatis Personae (‚Personen eines Dramas‘)
- Effekten
- Ephemera
- Finanzen (i. S. v. ‚Geldvermögen‘)
- Fisimatenten
- Frutti di Mare
- Gemarchen
- Jeans
- Kinkerlitzchen
- Knickerbocker
- Kontenten (‚Verzeichnis der Ladung‘)
- Kosten i. S. v. ‚Ausgaben‘, auch in Zusammensetzungen: Fahrtkosten, Staatskosten, Geschäftskosten, Portokosten
- Krethi und Plethi (‚gewöhnliche Leute‘)
- Manieren
- Memoiren
- Meriten
- Molesten (‚Beschwerden‘)
- Mores
- Muckis (Muskeln)
- News (Neuigkeiten)
- Noten (i. S. v. ‚notierte Musik‘)
- Ottaverime
- Papiere (i. S. v. ‚Dokumente‘): Fahrzeugpapiere
- Posteriora
- Public Relations
- Relikten ‚Hinterlassenschaft, Hinterbliebene‘
- Shorts
- Sperenzien
- Spesen, auch in Zusammensetzungen: Diskontspesen
- Standing Ovations
- Tropen

## Beispiele für zusammengesetzte Pluraliatantum
Viele Wörter werden durch Zusammensetzungen zu Pluraliatantum:
- -arbeiten: Gleisarbeiten, Innenarbeiten, Wartungsarbeiten
- -ausgaben: Sozialausgaben, Verteidigungsausgaben
- -aussichten: Wetteraussichten, Zukunftsaussichten
- -bedingungen: Haftbedingungen, Marktbedingungen, Witterungsbedingungen
- -beine: Kindesbeine, X-Beine
- -beschwerden: Magenbeschwerden, Schluckbeschwerden
- -bezüge: Naturalbezüge, Sachbezüge, Versorgungsbezüge
- -daten: Eckdaten, Kenndaten, Wetterdaten
- -dinge: Glaubensdinge, Liebesdinge
- -einkünfte: Kapitaleinkünfte, Zinseinkünfte
- -einrichtungen: Sanitäreinrichtungen
- -farben: Landesfarben, Regenbogenfarben
- -gelder: Dispositionsgelder
- -gewohnheiten: Konsumgewohnheiten
- -gründe: Fanggründe, Fischgründe
- -kräfte: Leibeskräfte, Seestreitkräfte
- -mittel: Geldmittel, Grundmittel, Fördermittel, Steuermittel
- -rechte: Taschenbuchrechte, TV-Rechte
- -sachen: Anziehsachen, Maßsachen, Nippsachen, Spielsachen
- -schwierigkeiten: Lernschwierigkeiten, Verständigungsschwierigkeiten
- -spiele: Festspiele Kammerspiele, Olympische Spiele
- -stiefel: Siebenmeilenstiefel
- -strahlen: Wärmestrahlen, X-Strahlen, Röntgenstrahlen
- -streitkräfte: Seestreitkräfte, Landstreitkräfte
- -teile: Schamteile, Weichteile
- -tropfen: Herztropfen, Hustentropfen, Magentropfen, Nasentropfen
- -übungen: Leibesübungen
- -umstände: Lebensumstände, Zeitumstände
- -verhältnisse: Lebensverhältnisse, Vermögensverhältnisse
- -verluste: Anlaufverluste, Menschenverluste
- -waren: Esswaren, Haushaltswaren, Rauchwaren, Spezereiwaren, Teigwaren, Zuckerwaren
- -wege: Atemwege, Harnwege
- -werke: Stadtwerke
- -werkzeuge: Gehwerkzeuge, Kauwerkzeuge
- -zinsen: Sollzinsen, Verzögerungszinsen
- -zungen: Engelszungen

## Beispiele für Pluraliatantum für Begriffe der Biologie und Medizin
- Die Begriffe für Taxa, also Gattungen, Familien, Ordnungen der Lebewesen, sind regelmäßig Pluraliatantum: Bivalvia, Chiroptera, Chlamydien, Fungi, Rosaceae
- Zahlreiche Krankheiten werden mit Pluraliatantum bezeichnet. Sie sind teilweise mit den Namen entsprechender Viren oder Bakterien identisch: Blattern,  Feigwarzen, Masern, Molesten, Pocken, Ringelröteln, Röteln, Salmonellen, Windpocken

## Beispiele für Pluraliatantum bei Toponymen
Regelmäßig kommen Pluraliatantum vor zur Bezeichnung von geografischen Namen (vergleiche Ortsnamenforschung: Toponomastik), insbesondere, wenn diese eine Gruppe oder Gesamtheit bilden.
- Länder: Niederlande, Vereinigte Staaten von Amerika
- Staatenbünde: Vereinigte Arabische Emirate, Vereinigte Staaten
- Inselgruppen: Aleuten, Azoren, Bahamas, Balearen, Hebriden, Kanaren, Molukken, Philippinen, Salomonen
- Gebirge: Alpen, Anden, Appalachen, Ardennen, Dolomiten, Karawanken, Karpaten, Kordilleren, Pyrenäen, Rocky Mountains, Vogesen
- Landschaften: Dardanellen, Everglades, Highlands, Niederlande, Obere Gäue, Vierlande
- Sternbilder: Hyaden, Jagdhunde, Plejaden